# رودست
الرودست (الاسم العلمي: Rudists)، هي مجموعة بحرية منقرضة من متغايرات الأسنان ذوات الصدفتين التي لها أشكال تشبه الصندوق أو الأنبوب أو الحلقة، تنتمي إلى رتبة هيبوريتيدا التي نشأت خلال العصر الجوراسي المتأخر وأصبحت متنوعة جدا خلال العصر الطباشيري بحيث أصبحت كائنات رئيسية لبناء الشعاب المرجانية في محيط تيثس، حتى انقرضت بالكامل عند نهاية العصر الطباشيري.